# Бурангулово (Абзелиловский район)
Бурангу́лово (баш. Буранғол) — село в Абзелиловском районе Республики Башкортостан России, административный центр  Бурангуловского сельсовета.  Согласно переписи 2020 года население составляло 795 человек.

## Географическое положение
Расстояние до:
- районного центра (Аскарово): 42 км,
- ближайшей железнодорожной станции (Магнитогорск-Пассажирский): 89 км.

## Население
| 1968 | 2002 | 2009 | 2010 |
| ---- | ---- | ---- | ---- |
| 603  | ↗742 | ↗774 | ↘773 |

Согласно переписи 2002 года, преобладающая национальность — башкиры (100 %). VIII ревизия показала 182 чел., IX — 280 чел, первая советская перепись — 601 чел.

## Религия
В селе есть мечеть.

## Достопримечательности
Рядом находится гора Караташ - памятник природы.

## Известные жители
- Ахтям Ахатович Абушахманов (р. 10.04.1948) — актёр и режиссёр театра, общественный деятель, преподаватель высшей школы. Председатель Союза театральных деятелей РБ.

- Габитов Шамиль Рафагатович (7.10.1955 - 7.02.1982) — пожарный ВПЧ № 30 г. Магнитогорска. Погиб при исполнении служебного долга во время тушения пожара в доме по проспекту Металлургов 9 февраля 1982 года. Награждён орденом Мужества посмертно. В честь Ш. Р. Габитова названа улица в Магнитогорске.